# Landesregierung Figl II
Die Landesregierung Figl II bildete die Niederösterreichische Landesregierung während der zweiten Hälfte der VII. Gesetzgebungsperiode. Die Amtszeit der Landesregierung Figl II dauerte von der Angelobung des neuen Landeshauptmanns Leopold Figl (ÖVP) am 31. Jänner 1962 bis zum Ende der Gesetzgebungsperiode am 23. Juli 1964. Während der Regierungszeit der Landesregierung Figl II kam es einmalig zu einem Wechsel innerhalb der Regierungsmannschaft. Landeshauptmannstellvertreter Viktor Müllner (ÖVP) legte sein Amt am 24. Jänner 1963 nieder, woraufhin der bisherige Landesrat Rudolf Hirsch am selben Tag zum Landeshauptmannstellvertreter gewählt wurde. Als neuer Landesrat rückte in derselben Sitzung Josef Hilgarth nach.

## Regierungsmitglieder
| Amt | Name            | Partei | Ressorts |
| --- | --------------- | ------ | -------- |
| Landeshauptmann                                                                                          | Leopold Figl    | ÖVP    |          |
| Landeshauptmannstellvertreter am 24. Jänner 1963 vom Landesrat zum Landeshauptmannstellvertreter gewählt | Rudolf Hirsch   | ÖVP    |          |
| Landeshauptmannstellvertreter                                                                            | Otto Tschadek   | SPÖ    |          |
| Landesrat ab 24. Jänner 1963                                                                             | Josef Hilgarth  | ÖVP    |          |
| Landesrat                                                                                                | Johann Waltner  | ÖVP    |          |
| Landesrat                                                                                                | Emil Kuntner    | SPÖ    |          |
| Landesrat                                                                                                | Emmerich Wenger | SPÖ    |          |
| Vorzeitig ausgeschiedene Mitglieder der Landesregierung                                                  |                 |        |          |
| Landeshauptmannstellvertreter bis 24. Jänner 1963                                                        | Viktor Müllner  | ÖVP    |          |